# Don Siegelman
Don Siegelman Eugene (nascido em 24 de fevereiro de 1946) é um político norte-americano do estado do Alabama, membro do Partido Democrata. Foi governador do Alabama de 1999 a 2003. Siegelman é a única pessoa na história do Alabama a ser eleito para quatro dos principais cargos a nível estadual como Secretário de Estado, Procurador-Geral,  vice-governador e governador. Atuou na política do Alabama por mais de 30 anos.

## Biografia
Don Siegelman nasceu e foi criado em Mobile, no Alabama, é casado com Lori Allen, com quem  têm dois filhos, Joseph e Dana. Siegelman é católico, e sua esposa Lori é judeu. Ele estudou artes marciais e tem faixa preta de Kyokushin.
Obteve bacharel na Universidade do Alabama, onde era membro da Fraternidade Delta Epsilon Kappa, é formado em direito pela Georgetown University Law Center. Enquanto estudou na Universidade do Alabama, Siegelman serviu como Presidente da associação de Estudantes. Enquanto estudava na Georgetown University Law Center, Siegelman trabalhou no Capitólio dos Estados Unidos.
Em 1979, Siegelman foi eleito Secretário de Estado do Alabama, serviu como secretário de Estado de 1979 a 1987, sendo eleito cprocurador-geral ocupando o cargo entre 1987 a 1991, em 1994 foi eleito vice-governador ocupando o cargo entre 1995 a 1999. Em 1998, foi eleito governador com 57% dos votos, atuou no cargo entre 1999 a 2003.
Em 2002, concorreu a reeleição sendo derrotado por Bob Riley que obteve 672.225 votos, contra 669.105 votos de Siegelman, a diferença foi de 3.120 votos, cerca de 0,02%.